# Leioproctus herrerae
Leioproctus herrerae är en biart som beskrevs av Toro 1968. Leioproctus herrerae ingår i släktet Leioproctus och familjen korttungebin. Inga underarter finns listade i Catalogue of Life.